# Lasioglossum aruwimiense
Lasioglossum aruwimiense là một loài Hymenoptera trong họ Halictidae. Loài này được Strand mô tả khoa học năm 1911.